# 韦尔托 (科多尔省)
韦尔托（法語：Vertault，法語發音：[vɛʁto]）是法国科多尔省的一个市镇，属于蒙巴尔区。

## 地理
韦尔托（47°54'55"N, 4°21'2"E）面积19.27 平方千米，位于法国勃艮第-弗朗什-孔泰大區科多尔省，该省份为法国中东部省份，北起奥布省，西接涅夫勒省和约讷省，南至索恩-卢瓦尔省，东南接汝拉省，东临上索恩省，东北部与上马恩省接壤。
与韦尔托接壤的市镇（或旧市镇、城区）包括：布拉日洛涅-博瓦尔、沙讷、沙奈、莫莱姆、维勒迪约、阿尔托奈。

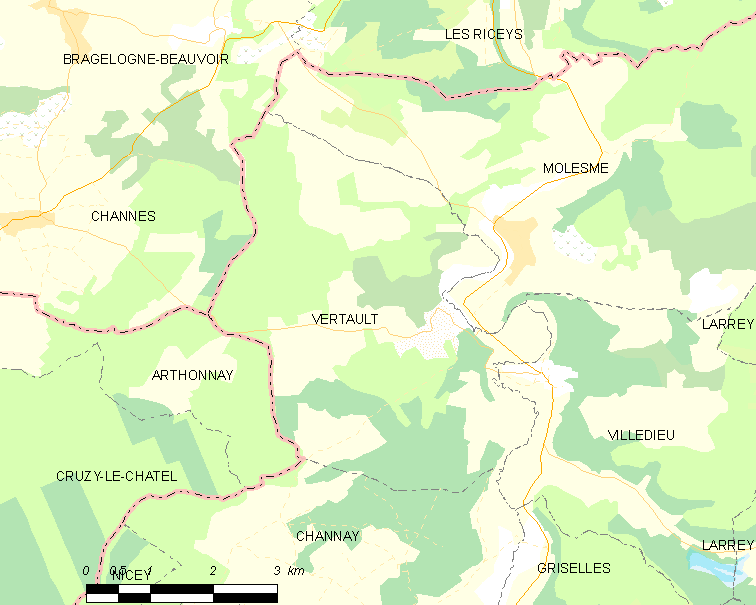
的OSM定位图

韦尔托的时区为UTC+01:00、UTC+02:00（夏令时）。

## 行政
韦尔托的邮政编码为21330，INSEE市镇编码为21671。

## 政治
韦尔托所属的省级选区为塞纳河畔沙蒂永县。

## 人口

1962-2008年间人口变化图示

韦尔托于2022年1月1日时的人口数量为50人。